# Noh Jung-yoon
Noh Jung-yoon (* 28. März 1971 in Incheon) ist ein ehemaliger südkoreanischer Fußballspieler.

## Karriere

### Klub
Nach seiner Zeit in der Mannschaft der Korea University wechselte Lee Anfang 1993 nach Japan zu Sanfrecce Hiroshima, wo er bis zum Ende der Saison 1997 aktiv war. Danach wechselte er für ein Jahr in die Niederlande zum NAC Breda und spielte hier fast in jedem Spiel eine Rolle. Anschließend kehrte er wieder nach Japan zurück, wo er sich Cerezo Osaka anschloss. Im Sommer 2001 ging es von hier aus dann weiter zu 
Avispa Fukuoka. Ab 2003 spielte er erstmals im Herrenbereich für einen Klub in seinem Heimatland. Bei Busan I'Cons hielt es ihn drei Jahre, woran anschließend er nochmal zwei bei Ulsan Hyundai verbrachte. Ende 2006 beendete er hier schließlich seine Karriere.

### Nationalmannschaft
Sein erstes bekanntes Spiel für die südkoreanische Nationalmannschaft war am 27. Juli 1990 bei einem 2:0-Freundschaftsspielsieg über Japan. Danach folgten weitere Freundschaftsspiele sowie seine Teilnahme an den Asienspielen 1990, wo er auch drei Einsätze bekam.
Ab Mai 1993 ging es bei ihm dann los mit der Qualifikation für die Weltmeisterschaft 1994, bei der er in einigen Partien auch Spielzeit bekam. Bei dem Turnier selbst stand er dann auch im Kader und erhielt zwei Einsätze in der Gruppenphase. Direkt danach war er auch nochmal Teil der Mannschaft bei den Asienspielen 1994, wo er in einem Spiel Einsatzminuten sammelte.
Es folgte eine Pause von vier Jahren, erst dann kam er im April 1998 wieder in einem Freundschaftsspiel zum Einsatz. Nach diesem wurde er dann auch für die Weltmeisterschaft 1998 nominiert und kam bei der 1:3-Niederlage gegen Mexiko in der Vorrunde zum Einsatz. Es folgten dann wieder weniger Spiele als nächstes Turnier für ihn stand dann der Gold Cup 2000 an, wo er zweimal mitwirkte. Zum Ende seiner Karriere kam er in diesem Jahr dann noch bei der Asienmeisterschaft 2000 zu einem Einsatz in jedem Spiel der Mannschaft. Am Ende gelang ihm mit seinem Team hier der dritte Platz.
Er war auch Teil der Mannschaft bei den Olympischen Spielen 1992 in Barcelona.